# Querétarói vízvezeték
A querétarói vízvezeték (spanyolul Acueducto de Querétaro) a mexikói Querétaro állam fővárosának, Santiago de Querétaro városának egyik 18. századi építménye, a világörökségi terület része.

## Története
Don Juan Antonio de Urrutia y Arana márki, aki 1687-ben vándorolt ki Spanyolországból a mai Mexikóba és 1721 óta élt Querétaróban, hamarosan elrendelte a vízvezeték építését, mivel a növekvő lakosság és a fejlődő ipar egyre több és több vizet igényelt. A munkálatok 1726-ban kezdődtek meg, költségük összesen 124 791 pesót tett ki, melyből 88 279-et a márki adományozott, 25 000-et a város gyűjtött be a lakosoktól, a fennmaradó rész eredete viszont nem ismert. Az építkezés 12 évig tartott, az ünnepélyes avatásra 1738 októberében került sor.
Az építés során külön kihívás volt a domborzathoz való alkalmazkodás és a vízszintesség meghatározása: ez utóbbihoz az ősi római eszközt, a corobatét használták. Az építményt csiszolatlan vulkáni kövekből építették, vörös kővel díszítették, a meszet távoli bányákból szállították ide, a homok is vulkáni eredetű volt. A boltívek építéséhez használt, fából készült támasztékok valószínűleg a talajon támaszkodtak.
A reformháború querétarói csatája során az első boltív megsemmisült, de azt is újjáépítették, ahogy az egész vízvezetéket is általában rendben tartják és rendszeresen felújítják, ha szükséges. 1899-ben vasutat építettek a városban, és a sinek áthaladtak az vezeték alatt is. Később, amikor még nagyobb szerelvények kezdtek közlekedni, többen aggódni kezdtek, nem okoz-e károkat az építményben a hatalmas gépek által keltett rezgés. Emiatt új nyomvonalat jelöltek ki a vasút számára.
A 20. század elejére azonban már annyira megnőtt a város lakossága, hogy a régi vízvezeték nem tudta kielégíteni az igényeket. 1903 és 1906 között így egy olyan rendszert építettek ki, mely csövön keresztül vezette el a forrás vizét, majd 1907-től vasból készült csővezeték-hálózatot építettek ki, mely 1911-re készült el (más kérdés, hogy ez a munka annyira drága volt, hogy pénzügyi összeomláshoz vezetett).
1945-ben a járműforgalom számára a vezeték végén levő falon új nyílást alakítottak ki. Ez volt az első jelentős építészeti beavatkozás az építmény történetében. 1966-ra annyi autó közlekedett már a városban, hogy a vízvezeték már jelentősen hátráltatta a keresztirányú fogalmat is. Emiatt a 26. és 27., valamint a 28. és 29. oszlop közötti boltív alatt egy-egy aluljárót építettek ki, melyeken keresztül zavartalanul bonyolódott sokáig a Bernardo Quintana út forgalma. Mivel azonban az út máshol három sávos, az aluljáróban viszont csak kettő, így ez a tovább növekvő forgalomnak már akadályt jelentett. Ezért 2006-ban eltervezték az aluljárók három sávra bővítését is, de ez még nem valósult meg.

## Elhelyezkedés
A vezeték délnyugat–északkeleti irányban húzódik végig Santiago de Querétaro keleti, régi városrészén, mintegy 1830–1850 méteres tengerszint feletti magasságban. Közvetlenül mellette, mindkét oldalon vele párhuzamosan fut az így kétszer két sávos De los Arcos nevű út.

## Leírás
A vezeték az egykori Cañada falu határában található, Ojo de Agua del Capulín nevű forrás vizét vezette a városba. A forrásnál összesen 18 kifolyó vízét gyűjtötték egybe az alberca antigua nevű vízmedencében, majd egy 5 km hosszú, kőlapokkal fedett csatornán (az El Socavónon) át terelték a vizet innen a vezetékbe, amelyen keresztül eljutott a városban található Convento de la Cruz kolostorba. A vezeték hossza 1259 méter, 74 boltívből áll, de ehhez 1899-ben Salvador Álvarez egy 75-ödiket is hozzátoldott.
A boltívek nyílása átlagosan 13 méter széles, zárókövük fölött a csatorna 1,6 méterrel fut. Tartóoszlopai téglalap keresztmetszetűek, oldalhosszuk 3,38 m, szélességük 3,36 méter, de fölső részükön lépcsőzetesen elkeskenyednek, így ott szélességük már megegyezik a csatorna szélességével, mely csak 1,1 méter. A domborzat miatt a boltívek magassága változó: az északkeleti végén teljesen eltűnnek az ívek, a legmagasabb részén (az Indio Triste és a Puente de Alvarado utcák között) pedig a 28,4 méteres magasságot is elérik.
A vezeték lejtése megfelelt az ókori Vitruvius-féle iránymutatásnak, vagyis annak, hogy minden 100 lábnyi útján a víz esése legalább fél láb legyen. A folyadékot szállító cső 24 cm széles és 27 cm magas, így naponta mintegy 2200–2300 m³ vizet tudott szállítani, ami bőven kielégítette a múltban néhány tízezer lakosú város igényeit.